# Royale et vénérable confrérie du très saint sacrement de Mafra
La Royale et Vénérable Confrérie du Très-Saint-Sacrement de Mafra  (Real e Venerável Irmandade do Santíssimo Sacramento de Mafra, en portugais), est une association publique de fidèles de l'Église catholique, avec siège canonique dans la basilique de Notre-Dame et Saint-Antoine de l'Édifice Royal de Mafra, au Portugal, inscrit sur la liste du patrimoine mondial de l'UNESCO le 7 juillet 2019.
Elle a, entre autres attributions, la mission de promouvoir la fête et la procession du Corpus Christi et d’organiser les 4 processions du Carême dans la ville de Mafra : la Procession de la Passion du Seigneur (Procissão do Senhor Jesus dos Passos, en portugais), qui a lieu le deuxième dimanche de Carême ; la Procession de Pénitence du Tiers Ordre de Saint François (Procissão de Penitência da Ordem Terceira de São Francisco, en portugais), qui a lieu le quatrième dimanche de Carême ; la Procession des Sept Douleurs de Notre-Dame (Procissão das Sete Dores de Nossa Senhora, en portugais), qui a lieu le dimanche des Rameaux ; et la Procession de l'Enterrement du Seigneur (Procissão do Enterro do Senhor, en portugais), qui a lieu le Vendredi saint.
La confrérie possède un important patrimoine artistique et culturel. L'ensemble de statues processionnelles gardées par cette confrérie est le plus grand du Portugal. La plupart de ces statues continuent à être utilisées dans les fonctions religieuses organisées par la Royale et Vénérable Confrérie du Très-Saint-Sacrement de Mafra.
Elle possède donc, notamment, la chemise portée par Louis XV de France dans la cérémonie de son sacre, le 25 octobre 1722, dans la cathédrale de Reims, offerte au roi Jean V de Portugal,.
La Royale et Vénérable Confrérie du Très-Saint-Sacrement de Mafra et les paroisses sont actuellement les institutions plus anciennes de la municipalité de Mafra encore existantes.

## Histoire

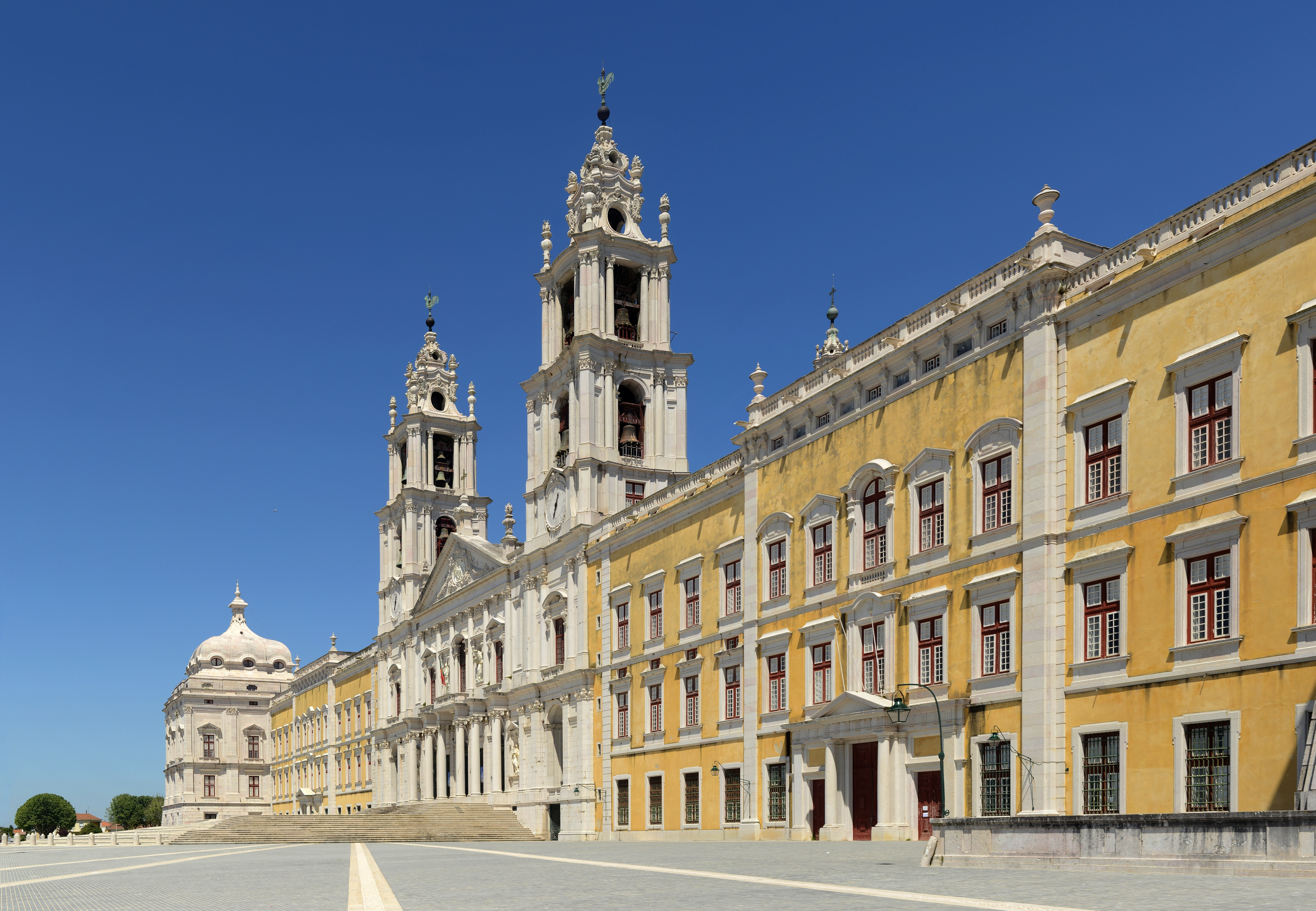
L'Édifice Royal de Mafra.

La première mention dans un document que nous informe de l’existence de la Confrérie date du 14 mars 1597, et se trouve dans la "clause du testament de Jorge Rodrigues" au pourvoyeur Luís Lourenço, dans laquelle il est ordonné de "donner à la confrérie du Saint Sacrament les mille cent réaux déposés (…)".
Cependant, seul le statut du 5 juillet 1725, ratifié le 19 juillet de la même année par le Patriarche Tomás de Almeida, nous est parvenu.

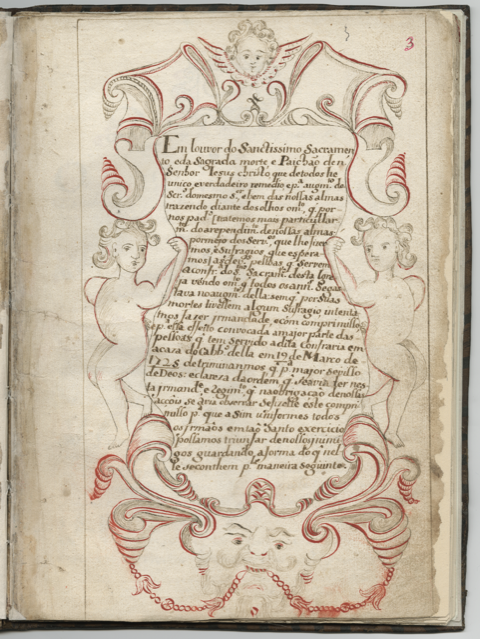
Le statut du 5 juillet 1725.

Un nombre considérable de personnages locaux et nationaux importants étaient membres de cette confrérie. Dom Tomás Xavier de Lima, treizième vicomte de Vila Nova de Cerveira et premier marquis de Ponte de Lima, secrétaire d'État du Royaume de Portugal du 1er avril 1786 au 15 décembre 1788, et le capitaine José Máximo de Carvalho, auquel William Beckford fait référence dans l'une de ses œuvres littéraires et décrit l'opulence de sa maison, étaient membres de la confrérie.
En 1835, à la suite de la disparition des ordres religieux, le siège de la paroisse de Mafra fut transféré de l’église vétuste de Saint André à la Basilique du Couvent Royal de Notre-Dame et Saint Antoine près de la ville de Mafra ; la Confrérie fut installée dans l’ancien couloir des novices, qui prit le nom de Maison de La Confrérie (dite Casa do Despacho ou Casa dos Acórdãos), où elle se trouve encore actuellement.
En 1866, la Confrérie reçut du Gouvernement Civil les biens de la Vénérable Confrérie du Tiers Ordre de Saint François de la Pénitence de Mafra, alors disparue, avec l’obligation d’effectuer chaque année sa procession.
Le 25 mai 1867, dans la chapelle du Campo Santo, appartenant à la basilique royale, à l’époque déjà église paroissiale de Saint André, le bachelier José Luís Champalimaud-Duff, administrateur de la municipalité, et le graffier de la Mairie allèrent remettre à la Confrérie du Très-Saint-Sacrement les biens qui avaient appartenu au Tiers Ordre de Saint François aboli.
Afin de s’acquitter de son obligation, le Conseil de la Confrérie décida d’engager le travail de conservation et de restauration des images et de leurs parures, pour redonner aux processions leur ancienne splendeur.
La Confrérie a également reçu les biens de la Confrérie do Senhor dos Passos de Mafra, alors disparue, avec l’obligation d’effectuer chaque année la Procession de la Passion du Seigneur.
En 1953, après le retour de la Procession des Sept Douleurs de Notre-Dame, la Confrérie reçut les biens de la Confrérie de Notre-Dame des Douleurs, alors disparue, avec l’obligation d’effectuer cette procession.
Le 10 novembre 2020, le pape Francois a accordé un couronnement canonique à l'image de Notre-Dame de la Solitude, détenue par la confrérie.

## Condition de Royale Confrérie
La Royale et Vénérable Confrérie du Très-Saint-Sacrement de Mafra était sous la protection des rois de Portugal jusqu'à la proclamation de la République le 5 octobre 1910. Le dernier roi de Portugal, Manuel II, fils d'Amélie d'Orléans, était dirigeant honoraire et perpétuel de la Confrérie.

## Chemise du sacre de Louis XV

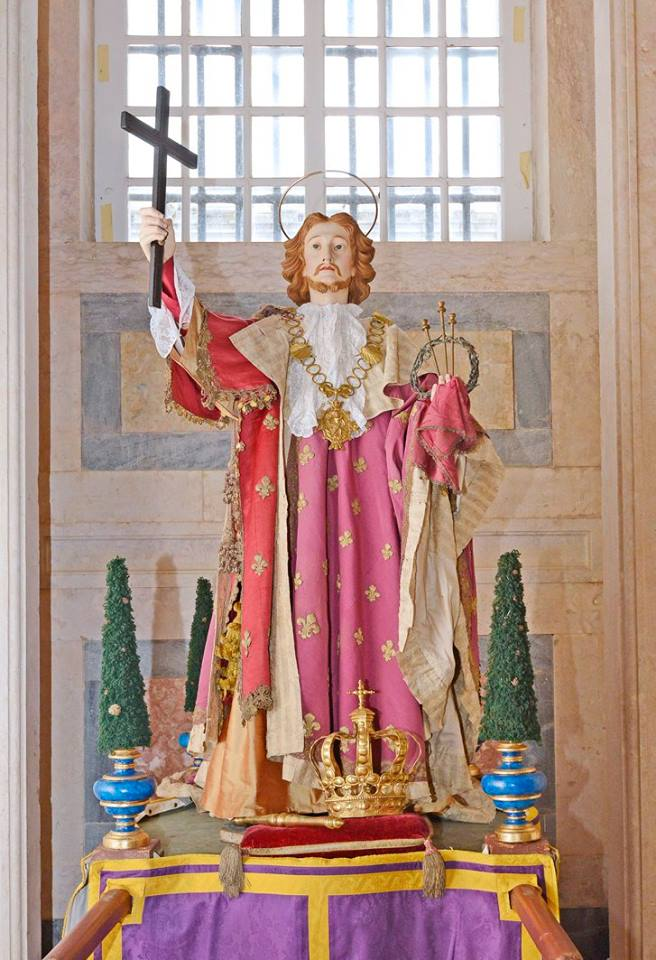
Statue processionnelle de Saint Louis de la Royale et Vénérable Confrérie du Très-Saint-Sacrement de Mafra.

Pendant la minorité de Louis XV, le plus jeune frère du roi Jean V de Portugal, l’infant Manuel (1697-1766) de passage en France, assista au sacre du jeune roi à Reims (25 octobre 1722). C’est peut-être lui qui apporta à son frère Jean V, la chemise du sacre de Louis XV.
C'est une chemise en toile de lin avec application de dentelles sur l’encolure et les manchettes.
Elle a été utilisée, initialement, pour habiller la statue de Saint Louis de la Procession de Pénitence du Tiers Ordre de Saint François. Actuellement, la chemise n'est plus utilisée dans cette fonction.
Le 20 juillet 2019, à l'occasion de la commémoration de l'inscription de l'Édifice Royal de Mafra sur la liste du patrimoine mondial de l'UNESCO, la chemise a été présentée au public par la Confrérie lors de l'exposition intitulée “Les Trésors de la Confrérie” (“Os Tesouros da Irmandade”, en portugais).

## Traditionnelles processions du Carême

Seigneur Jésus "dos Passos" de Mafra.

Les processions du Carême dans la ville de Mafra sont un ensemble unique au Portugal et dans le monde. Ils sont l’une des manifestations culturelles les plus originales et les plus pertinentes de la grandeur et du prestige atteint par Mafra au XVIIIe siècle.
Ces cérémonies conservent essentiellement les caractéristiques de l'époque baroque, amélioré au fil du temps avec certaines interventions de conservation et de restauration.
Outre les liens avec la période de construction de l’Édifice Royal de Mafra, et à d'éminents artistes basés dans la ville et qui ont laissé leur nom dans l'histoire de l'art au Portugal, il reste encore un riche patrimoine immatériel associé à ces expressions de piété, préservé par la Confrérie.

### Procession de la Passion du Seigneur

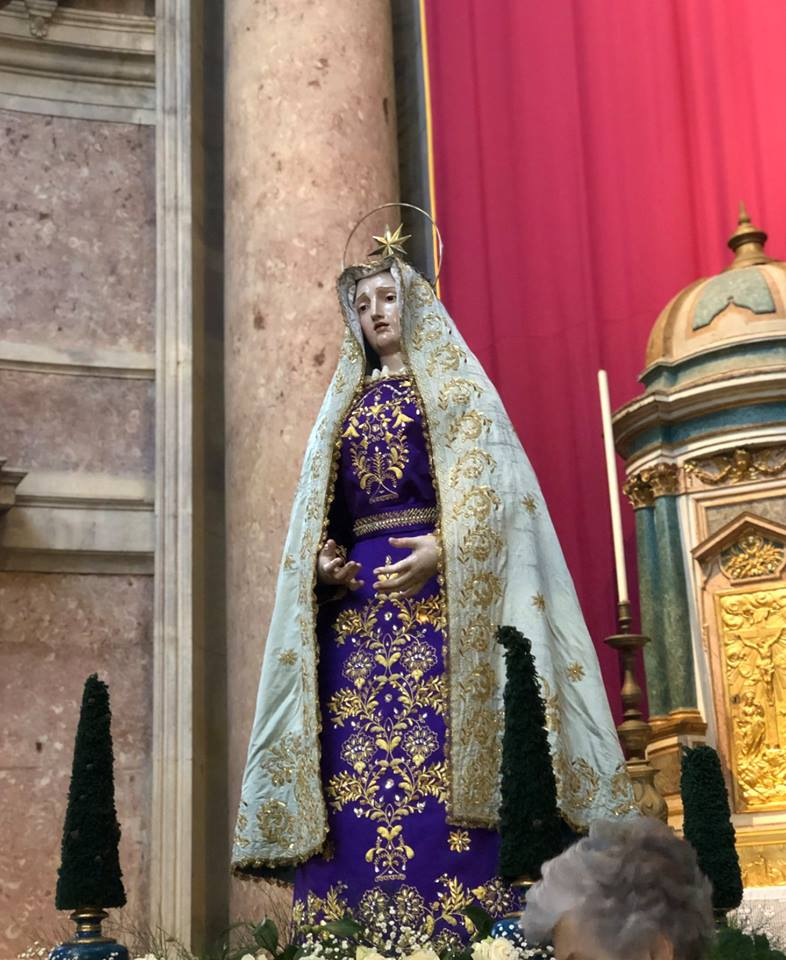
Notre-Dame de la Solitude, Mafra.

C’est l’une des plus anciennes expressions de piété de Mafra, ayant paru dans l'ancienne Collégiale de Saint André de Mafra au XVIIe siècle.
Elle a lieu le deuxième dimanche du Carême et est également connu comme la Procession de la Rencontre, car il se composait de deux processions qui se sont joints à un certain moment de la route.
La procession de la Passion du Seigneur sortit de la basilique de l’Édifice Royal de Mafra et la procession de Notre-Dame provenait de la chapelle do Campo Santo, également située dans l’Édifice Royal de Mafra.
Aujourd'hui, l'image du Seigneur Jésus provient de la basilique, rencontre avec l'image de Notre-Dame vers la fin du parcours. À la fin de la procession a lieu le sermon de la Rencontre.

### Procession de Pénitence du Tiers Ordre de Saint François

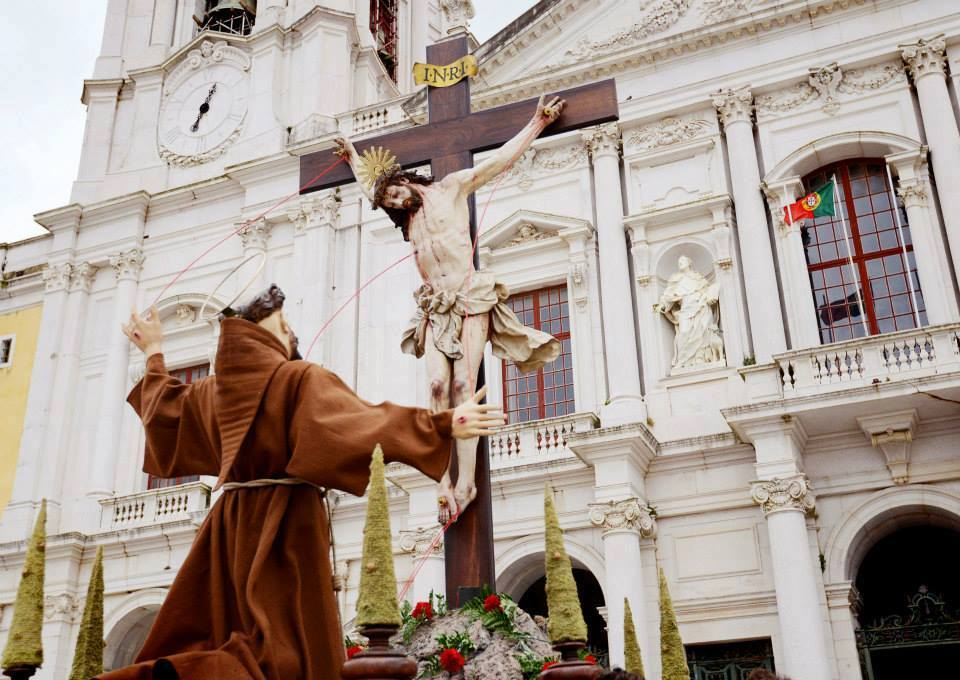
Saint François d'Assise recevant les stigmates.

Cette procession, qui se déroule le quatrième dimanche de Carême, est représentatif de la solennité et de la grandeur de la période baroque au Portugal.
De l’ensemble des processions du carême de Mafra, c’est le seul qui ait gardé les protocoles de cérémonie inchangés depuis sa création par Frei Matias da Conceição, bibliothécaire du Couvent de Mafra.
La première procession a eu lieu le 27 mars 1740. C'est donc la fête religieuse qui se rapporte le plus directement à la grande œuvre du roi Jean V de Portugal, qui était le patron principal lors de l’institution de la procession.
Les images de ses 10 brancards, qui font allusion à l'histoire des franciscains, ont été entièrement exécutés par le sculpteur Manuel Dias, dit "Le Père des Christes". Ils sont presque tous recouverts des vêtements originaux acquis à l'époque par João Pedro Ludovice, fils de Johann Friedrich Ludwig, l'architecte de l’Édifice Royal de Mafra, par ordre du roi Jean V.
La chemise avec laquelle Louis XV était sacré roi de France fait partie de l'héritage de cette procession.
La plus monumentale de ces sculptures représente le Christ crucifié, attribué au génois Anton Maria Maragliano. Il a été offert au Tiers Ordre de Mafra par Domenico Massa, le charpentier chargé d’installer les carillons sur les tours de la basilique,.

### Procession des Sept Douleurs de Notre-Dame

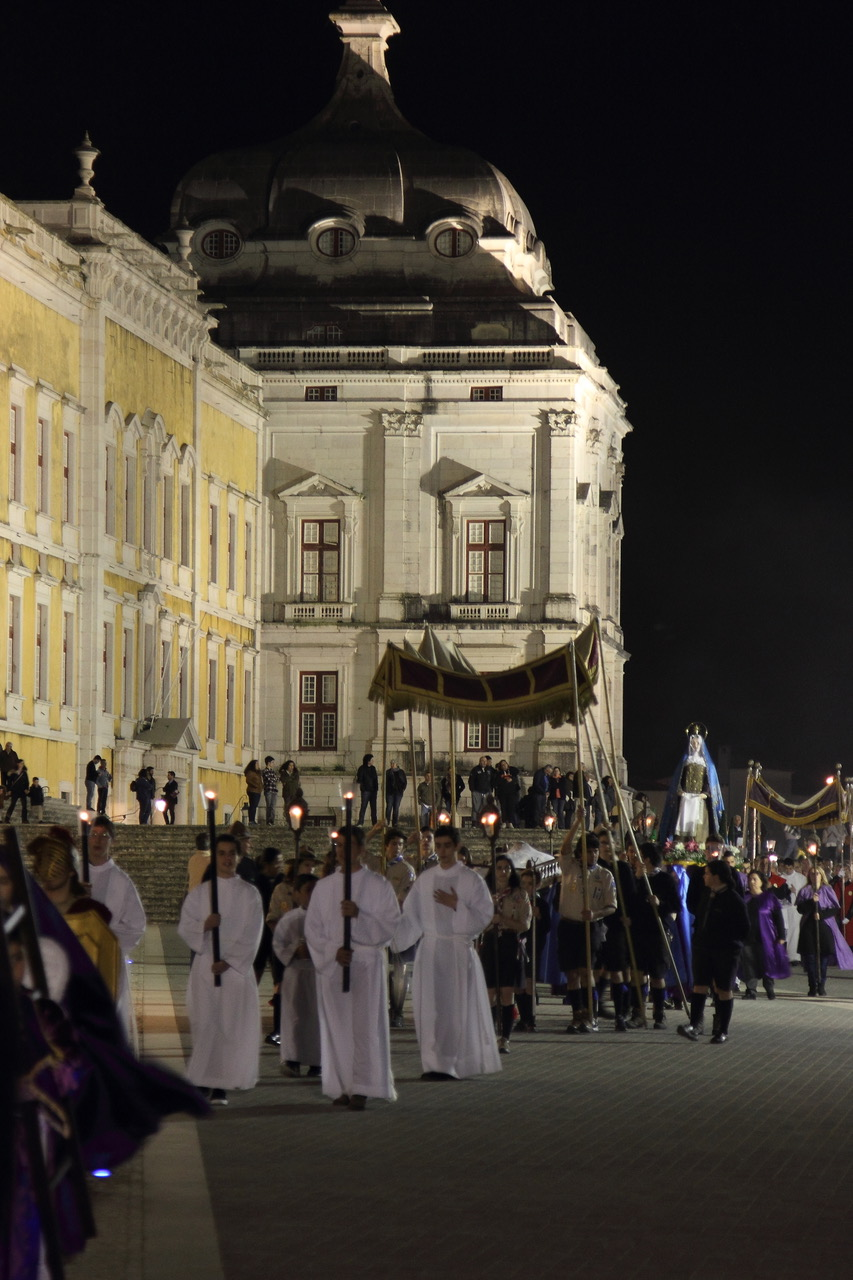
Procession de l'Enterrement du Seigneur, Mafra.

La Confrérie de Notre-Dame des Douleurs, établie en 1779 dans l'ancienne Collégiale de Saint André de Mafra, a tenu la première procession en l'an 1793.
Cette procession a lieu le dimanche des Rameaux, car c'est le dimanche suivant le vendredi de la Passion, où est célébrée la fête des Sept Douleurs de Notre-Dame.
La procession est composée de 7 brancards faisant allusion aux 7 douleurs de la Mère de Jésus, et un huitième, avec l'image de Notre-Dame des Douleurs.
L'ensemble comprend environ 50 images, attribuées au sculpteur Joaquim José de Barros Laborão, l'un des derniers maîtres de l'école de sculpture Mafra.
La procession fut supprimée en 1894 et reprise en 1954.

### Procession de l'Enterrement du Seigneur
Cette procession a lieu le Vendredi saint dans la soirée. On ne sait pas quand cette profession a commencé.
En 1773, le Tiers Ordre de Saint François paya une nouvelle image de Notre-Dame de la Solitude. Cette image est encore utilisée aujourd'hui.
La Procession de l'Enterrement du Seigneur c'est l'une des processions les plus solennelles car elle marque la mort de Jésus.
La procession funèbre, faite en silence, est seulement accompagnée des cris de Véronique et des Trois Maries. Cette ancienne tradition est accompagnée par le Centurion, vêtu de ses robes originales du XVIIIe siècle.